# Wereldkampioenschappen boksen vrouwen 2001
De wereldkampioenschappen boksen 2001 vonden plaats van 27 november tot en met 2 december 2001 in Scranton, Verenigde Staten. Het toernooi, dat werd georganiseerd onder auspiciën van AIBA, was de eerste editie van de Wereldkampioenschappen boksen voor vrouwen. In deze editie streden 125 boksers uit 30 landen om de medailles in twaalf gewichtscategorieën.

## Medailles
| Gewichtsklasse                | Goud                 | Zilver              | Brons                              |
| ----------------------------- | -------------------- | ------------------- | ---------------------------------- |
| Minimumgewicht (– 45 kg)      | Yelena Sabitova      | Maria Norozenik     | Camelia Negrea Kim Peturson        |
| Lichtvlieggewicht (– 48 kg)   | Hülya Şahin          | Mary Kom            | Jamie Behl Carina Moreno           |
| Vlieggewicht (– 51 kg)        | Simona Galassi       | Tammy DeLaforest    | Katrin Enoksson Diana Ungureanu    |
| Bantamgewicht (– 54 kg)       | Yelena Karpecheva    | Audrey Garcia       | Wendy Broad Renate Medby           |
| Vedergewicht (– 57 kg)        | Zhang Maomao         | Henriette Birkeland | Jeannine Garside Alexandra Matheus |
| Lichtgewicht (– 60 kg)        | Crystelle Samson     | Tatyana Chalaya     | Teuta Cuni Amber Gideon            |
| Halfweltergewicht (– 63,5 kg) | Frida Wallberg       | Myriam Lamare       | Cristina Cerpi Donna Mancuso       |
| Weltergewicht (– 67 kg)       | Irina Sinetskaya     | Natalie Brown       | Melanie Horne Tristan Whiston      |
| Halfmiddengewicht (– 71 kg)   | Ivett Pruzsinszky    | Natalya Kolpakova   | Nurcan Çarkçı Irina Smirnova       |
| Middengewicht (– 75 kg)       | Anna Laurell         | Anita Ducza         | Svetlana Andreyeva Guo Shuai       |
| Halfzwaargewicht (– 81 kg)    | Olga Domouladzhanova | Viktoria Kovacs     | Tanya Fowler Faye Jacobs-Hollins   |
| Zwaargewicht (– 90 kg)        | Devonne Canady       | Mária Kovács        | Mariya Reingard Selma Yağcı        |

Bron: AIBA

## Medaillespiegel
| Plaats | Land             | Goud | Zilver | Brons | Totaal |
| 1      | Rusland          | 4    | 1      | 2     | 7      |
| 2      | Zweden           | 2    | 0      | 2     | 4      |
| 3      | Hongarije        | 1    | 4      | 0     | 5      |
| 4      | Canada           | 1    | 1      | 7     | 9      |
| 5      | Verenigde Staten | 1    | 0      | 3     | 4      |
| 6      | Turkije          | 1    | 0      | 2     | 3      |
| 7      | China            | 1    | 0      | 1     | 2      |
| 7      | Italië           | 1    | 0      | 1     | 2      |
| 9      | Frankrijk        | 0    | 2      | 0     | 2      |
| 10     | Noorwegen        | 0    | 1      | 1     | 2      |
| 11     | India            | 0    | 1      | 0     | 1      |
| 11     | Jamaica          | 0    | 1      | 0     | 1      |
| 13     | Roemenië         | 0    | 0      | 2     | 2      |
| 14     | Denemarken       | 0    | 0      | 1     | 1      |
| 14     | Moldavië         | 0    | 0      | 1     | 1      |
| 14     | Nieuw-Zeeland    | 0    | 0      | 1     | 1      |
| Totaal | Totaal           | 12   | 11     | 24    | 47     |

Bron: AIBA